# Deutsch-Französischer Tag
Der Deutsch-Französische Tag (DFT) wurde 2003 im Rahmen des 40. Jahrestages des Elysée-Vertrags geschaffen. Das am 22. Januar jeden Jahres stattfindende Ereignis soll an die deutsch-französische Freundschaft erinnern und vor allem in Bildungseinrichtungen beider Länder die bilateralen Beziehungen thematisieren und die Jugend mit dem jeweiligen Nachbarland bekannt machen.

## Geschichte und Organisation
Der französische Präsident Jacques Chirac und der Bundeskanzler Gerhard Schröder initiierten anlässlich des 40. Jahrestages der Unterzeichnung des deutsch-französischen Freundschaftsvertrags 1963 den so genannten "Deutsch-Französischen Tag". In Artikel 16 aus der Gemeinsamen Erklärung beider Regierungen vom 22. Januar 2003 heißt es dazu:

„Wir erklären den 22. Januar zum ‚Deutsch-Französischen Tag‘. Wir wünschen, dass dieser Tag künftig in allen Einrichtungen unserer Bildungssysteme der Darstellung unserer bilateralen Beziehungen, der Werbung für die Partnersprache und der Information über die Austausch- und Begegnungsprogramme sowie über die Möglichkeiten des Studiums und der Beschäftigung im Partnerland gewidmet wird.“

Seitdem steht der Tag fast jedes Jahr dabei unter einem anderen Motto. So lautete das Motto 2004 beispielsweise „Förderung der Partnersprache“, 2007/2008 „Frankreich neu entdecken – l’Allemagne, un pays à redécouvrir“ und 2016 „Franzosen und Deutsche: einmal Freunde, immer Freunde/Allemands et Français: partenaires un jour, partenaires toujours“.
Es sind die Außenministerien in beiden Ländern, die Kultusministerien in Deutschland und in Frankreich sowie das französische Erziehungsministerium, die maßgeblich zur Durchführung des Deutsch-Französischen Tages beitragen. Doch mindestens genauso wichtig ist das Engagement der Schulen und Kulturinstitutionen sowie private Initiativen, die sich mit ihren Projekten in die Veranstaltungen dieses Tages (bzw. manchmal auch dieser Woche) einbringen.
Am 22. Januar 2019 wurde von Angela Merkel und Emmanuel Macron der Vertrag von Aachen unterzeichnet.